# SS Normandie
El SS Normandie fue un transatlántico francés perteneciente a la compañía naviera Compagnie Générale Transatlantique (CGT). Construido en 1935, contaba con un diseño muy avanzado para la época, con modernas líneas y tecnología, y mantiene todavía a día de hoy el récord al barco más potente propulsado mediante turbinas turbo-eléctricas. En el momento de su entrada en servicio fue el barco de pasajeros más grande del mundo.
Su novedoso diseño y lujosos interiores hicieron que muchos lo consideraran el mejor transatlántico de su época. A pesar de ello, el Normandie no tuvo éxito comercialmente, y tuvo que ser financiado mediante subsidios gubernamentales para mantener su operación. Durante su servicio como buque insignia de la CGT, realizó 139 travesías por el océano Atlántico hacia América desde su puerto principal en Le Havre (Francia) a Nueva York (Estados Unidos). El Normandie se hizo con la preciada «Banda Azul» a la travesía más rápida en dos ocasiones, en 1935 y 1937, compitiendo con su rival, el RMS Queen Mary, de la naviera británica Cunard Line.
Durante la Segunda Guerra Mundial, fue requisado por las autoridades estadounidenses en Nueva York, y fue rebautizado como USS Lafayette. Sin embargo, en 1942 el transatlántico se vio envuelto en un incendio mientras era reconvertido como barco de transporte de tropas, y volcó sobre su lado de babor hasta reposar en el lodo del río Hudson, en el muelle 88. Aunque fue reflotado mediante un aparatoso sistema de grúas con un elevado coste, posteriormente se consideró que su restauración resultaría demasiado costosa, por lo que fue desguazado en octubre de 1946.

## Origen
Los orígenes del Normandie se remontan a la década de 1920, una época conocida como los Felices años veinte, cuando las compañías navieras empezaron a pensar en reemplazar sus buques más veteranos, los cuales habían sido diseñados pensando en la gran cantidad de pasajeros inmigrantes que viajaban de Europa a Norteamérica a finales del siglo XIX y a principios del siglo XX.
Cuando Estados Unidos cerró la puerta a la mayor parte de la inmigración a principios de la década, las compañías navieras ordenaron la construcción de barcos más enfocados a servir a turistas de clase alta en su lugar, particularmente turistas americanos que viajaban a Europa de vacaciones, o para escapar de la ley seca que prohibía el consumo de alcohol. Compañías como la Cunard Line y la White Star Line planearon su próxima generación de transatlánticos para competir con los nuevos barcos que habían aparecido en la escena; estos incluían el Bremen, que batió varios récords, y el Europa, ambos alemanes. La CGT empezó también a planear su propio transatlántico de nueva generación.
El buque insignia de la naviera francesa era el SS Île de France, el cual disponía de modernos interiores decorados con art déco, aunque mantenía un diseño de casco y un aspecto exterior muy conservador. Los diseñadores no pretendían que el nuevo transatlántico en preparación se pareciera más a otros barcos anteriores de la compañía, buscaban un buque que fuese único e innovador, con líneas modernas, amplio y lujoso. Entonces contactó con ellos el ingeniero naval Vladimir Yourkevitch, antiguo diseñador de la Marina Imperial rusa, que había emigrado a Francia tras la revolución bolchevique. Entre sus ideas, se encontraba la utilización de una proa estilo clíper y un bulbo de proa por debajo de la línea de flotación, que confería mayor velocidad y empezaba a ser aceptada en muchas compañías y astilleros del mundo, en combinación con un esbelto casco hidrodinámico. Además consideró en su diseño nuevas turbinas turbo-eléctricas. Los conceptos introducidos por Yourkevitch funcionaron perfectamente en modelos a escala, confirmando las ventajas de rendimiento de su diseño. Los ingenieros franceses se mostraron impresionados y pidieron a Yourkevitch unirse al proyecto. Según se dice, Yourkevitch también se presentó en Cunard Line con sus ideas, pero fue rechazado porque el diseño de la proa se consideró demasiado radical.
La naviera francesa encargó a diferentes artistas la creación de carteles y publicidad para el nuevo transatlántico. Uno de los carteles más famosos pertenece a Adolphe Mouron Cassandre, que era también un emigrante ruso en Francia. Otro cartel realizado por Albert Sébille, mostraba el diseño interior del barco de forma esquemática, en una vista cortada de 15 pies de largo. El cartel original se exhibe actualmente en el Museo Nacional de la Marina en París.

## Construcción y botadura

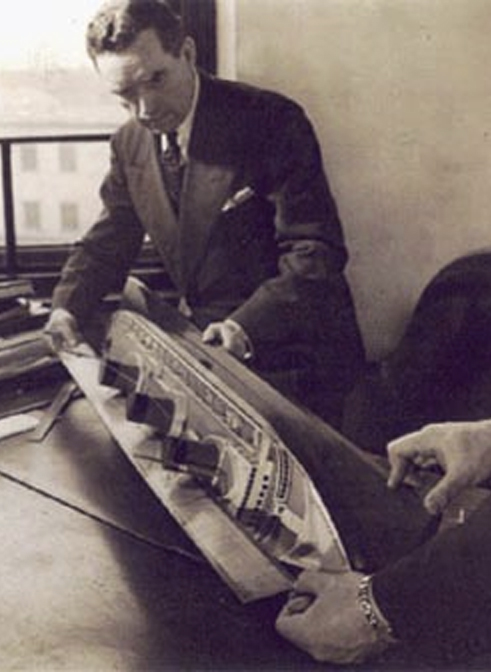
Vladimir Yourkevitch trabajando en el diseño del Normandie

El trabajo en el astillero Société Anonyme des Chantiers de Penhoët comenzó en el nuevo barco insignia, todavía sin bautizar, el 26 de enero de 1931 en Saint-Nazaire, poco tiempo después del crack del mercado de valores de 1929. Mientras que los franceses continuaron su construcción, el proyecto del barco competidor de la White Star Line (bautizado como Oceanic, y comenzado antes del desplome bursátil) se vio cancelado, y el nuevo barco de Cunard, el Queen Mary, fue detenido. Los constructores franceses también se vieron envueltos en dificultades económicas y tuvieron que pedir dinero prestado al gobierno; este subsidio fue cuestionado en la prensa de la época. No obstante, la construcción fue seguida por los diarios y el interés nacional fue notable, dado que fue diseñado para representar a Francia en la competición entre naciones por la construcción del mejor transatlántico; fue construido en un astillero francés utilizando tecnología y materiales exclusivamente franceses. Las líneas del navío fueron trazadas en curvas evitando los ángulos rectos o formas rectangulares adquiriendo una presentación muy futurista para la época.

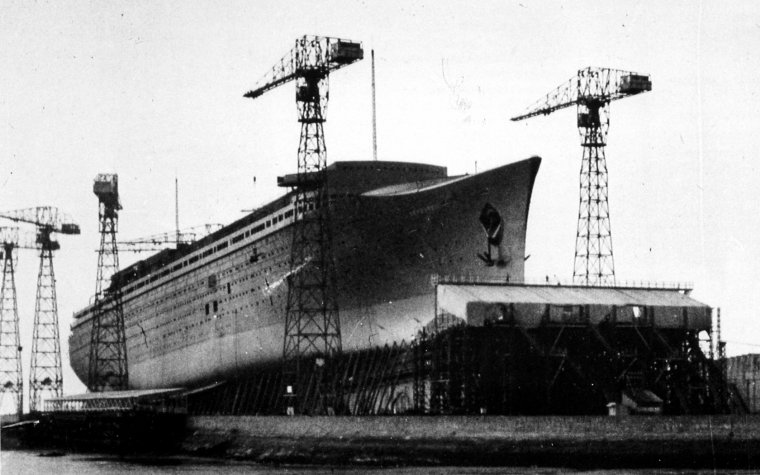
El Normandie en 1932, durante su construcción en los astilleros de Saint-Nazaire

El creciente casco en Saint-Nazaire no disponía todavía de una designación formal, a excepción del nombre del contrato, "T-6". Se sugirieron muchos nombres, incluyendo Doumer, en honor de Paul Doumer, el recientemente asesinado presidente de Francia; y originalmente, La Belle France. Finalmente se escogió Normandie en remembranza de la provincia.

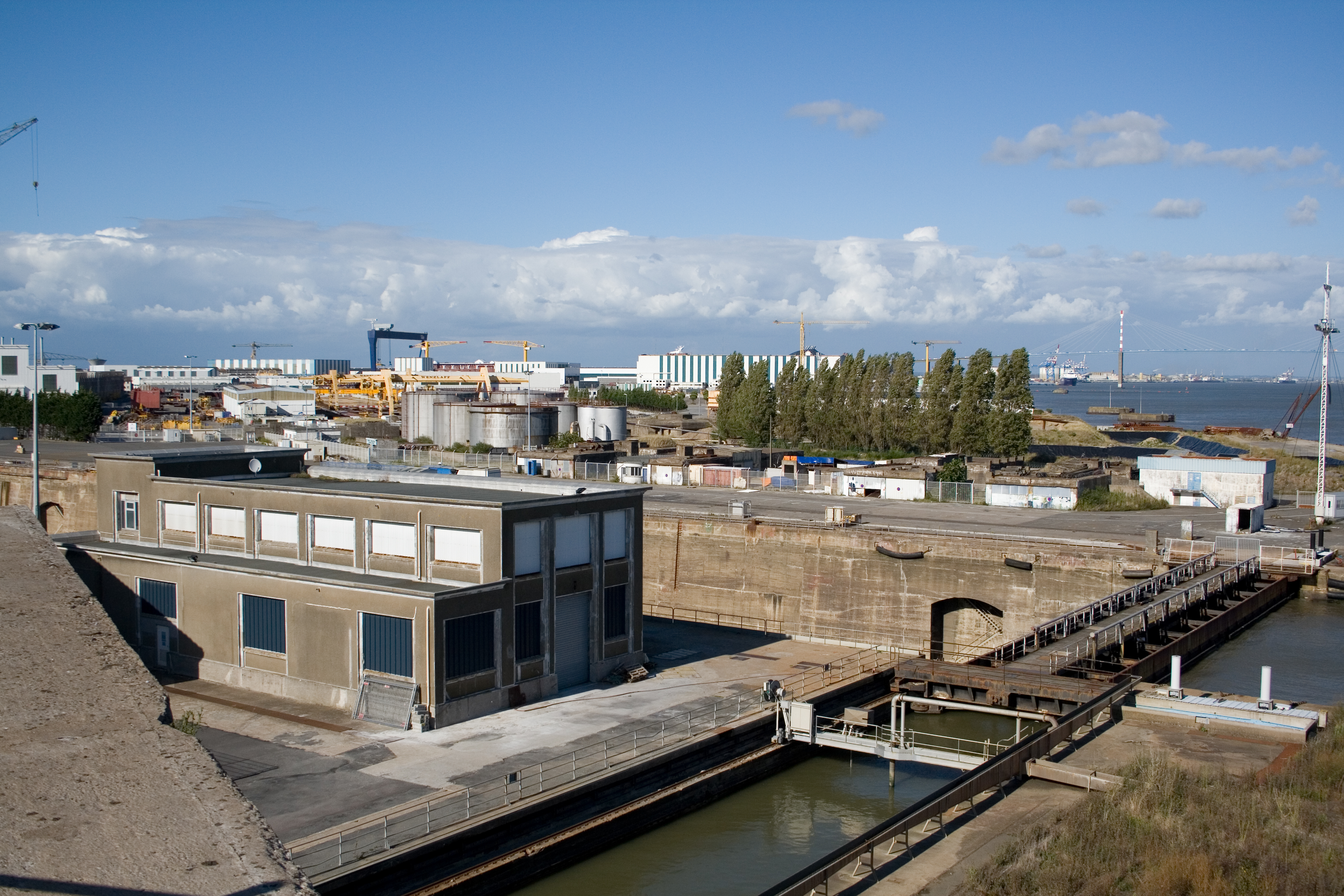
El dique seco donde fue construido el Normandie en St. Nazaire, el cual fue construido a su vez específicamente para el nuevo barco

El 29 de octubre de 1932 —tres años después del desplome de la bolsa de 1929— el Normandie fue botado delante de 200 000 espectadores. El casco de 27 567 toneladas se deslizó al río Loira. Sus 313,3 m de eslora y casi 80 000 t de desplazamiento lo convertían en el buque de pasajeros más grande del mundo en aquel momento. Las olas creadas por la entrada del barco en el agua barrieron a un centenar de personas, aunque sin provocar ningún herido. El barco fue bautizado por Marguerite Lebrun, mujer de Albert Lebrun, el presidente de Francia. El Normandie estuvo siendo equipado hasta comienzos de 1935, siendo terminados sus interiores, chimeneas, motores, y otros accesorios puestos en su sitio hasta lograr su terminación. Finalmente, en mayo de 1935, el navío estaba a punto para realizar sus pruebas de navegación, a las cuales asistieron decenas de reporteros. La superioridad del diseño del casco realizado por Yourkevitch era muy patente: difícilmente se creaba ninguna ola en proa por el diseño bulboso. El barco superó las expectativas logrando una velocidad superior a 32,125 nudos (59,496 km/h) y realizó una parada de emergencia desde dicha velocidad en apenas 1700 metros.
Una de las características diferenciadoras del diseño es que la estilizada proa no dejaba a la vista los mecanismos de anclaje ni ventiladores.
Además de un casco novedoso que permitía ganar velocidad utilizando menos potencia que otros transatlánticos de su época, el Normandie estaba repleto de hazañas técnicas. Contaba con transmisión turbo-eléctrica, con turbo-generadores y motores de propulsión eléctrica construidos por Alsthom en Belfort. La CGT escogió la transmisión turbo-eléctrica por su capacidad para emplear toda la potencia también en reversa, y porque, según los oficiales de la CGT, era una tecnología más suave, y más fácilmente controlada y mantenida. Los motores eran más pesados que las turbinas convencionales y ligeramente menos eficientes a alta velocidad, pero permitían que pudieran operar todas las hélices incluso en caso de que uno de los motores no funcionase. Este sistema también hizo posible la eliminación de las turbinas para reversa. También una forma temprana de radar de niebla fue instalado para impedir posibles colisiones.
El marco del timón, incluyendo la barra de transmisión de acero de 125 toneladas, fue fabricada por Škoda Works en Checoslovaquia.

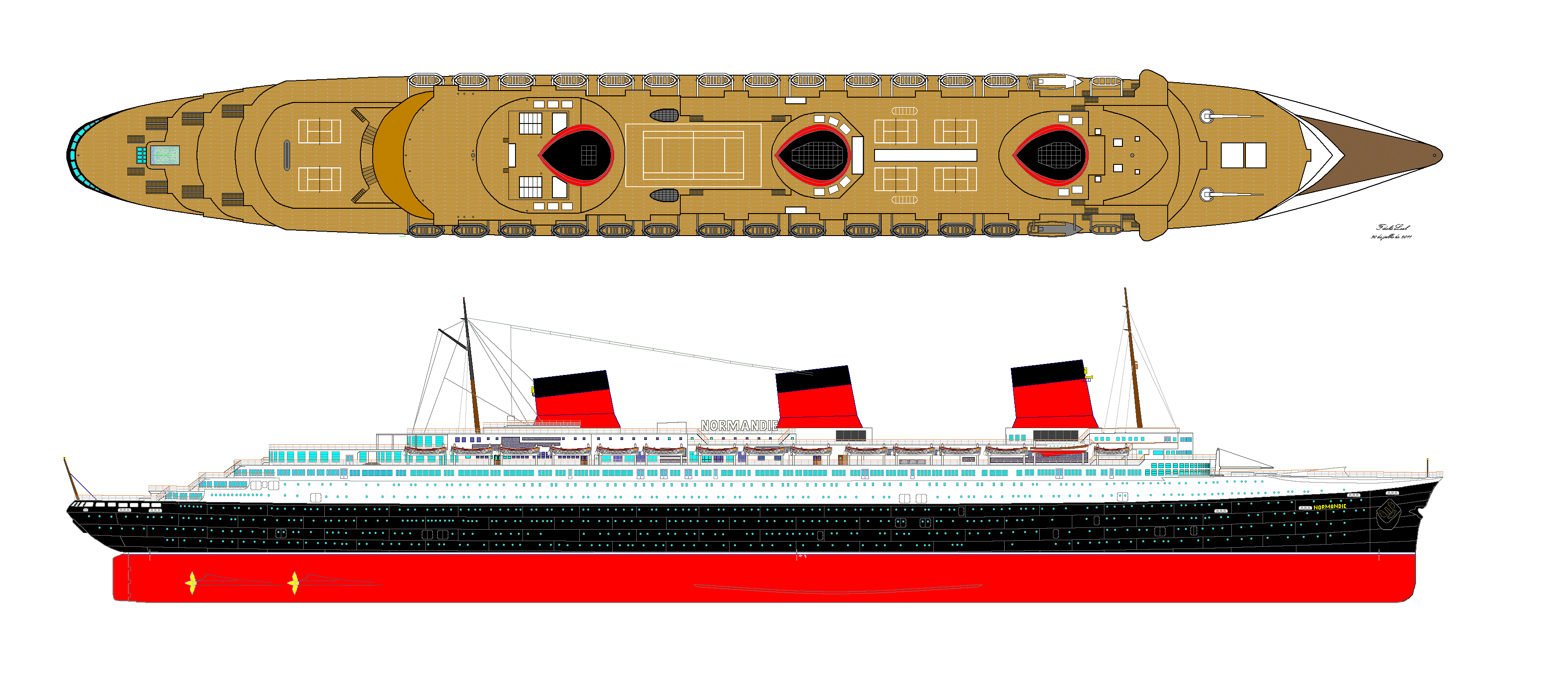
El perfil streamline del Normandie. La tercera chimenea era meramente decorativa, empleada para equilibrar el barco estéticamente y contener la maquinaria de aire acondicionado

## Interiores
Los lujosos interiores fueron diseñados en estilo art déco y streamline. Muchas esculturas y pinturas hacían alusiones a la provincia francesa de Normandía, la cual había inspirado a la CGT para bautizar el buque. Los dibujos y las fotografías de la época muestran una serie de vastas habitaciones públicas de gran elegancia. Los amplios espacios interiores del Normandie fueron posibles dividiendo las tomas de aire de las chimeneas para pasar por los costados del barco, en lugar de que fueran rectas. El arquitecto francés Roger-Henri Expert estaba a cargo del diseño decorativo general del transatlántico.
La mayoría de los espacios públicos estaban dedicados a los pasajeros de primera clase, incluyendo el salón-comedor, el salón de primera clase, la cafetería, la piscina, el teatro y el jardín de invierno. La piscina de primera clase presentaba varias profundidades escalonadas, con una pequeña piscina superficial de formación para niños. El comedor para niños estaba decorado por Jean de Brunhoff, quien cubrió las paredes con Babar el Elefante y su séquito.

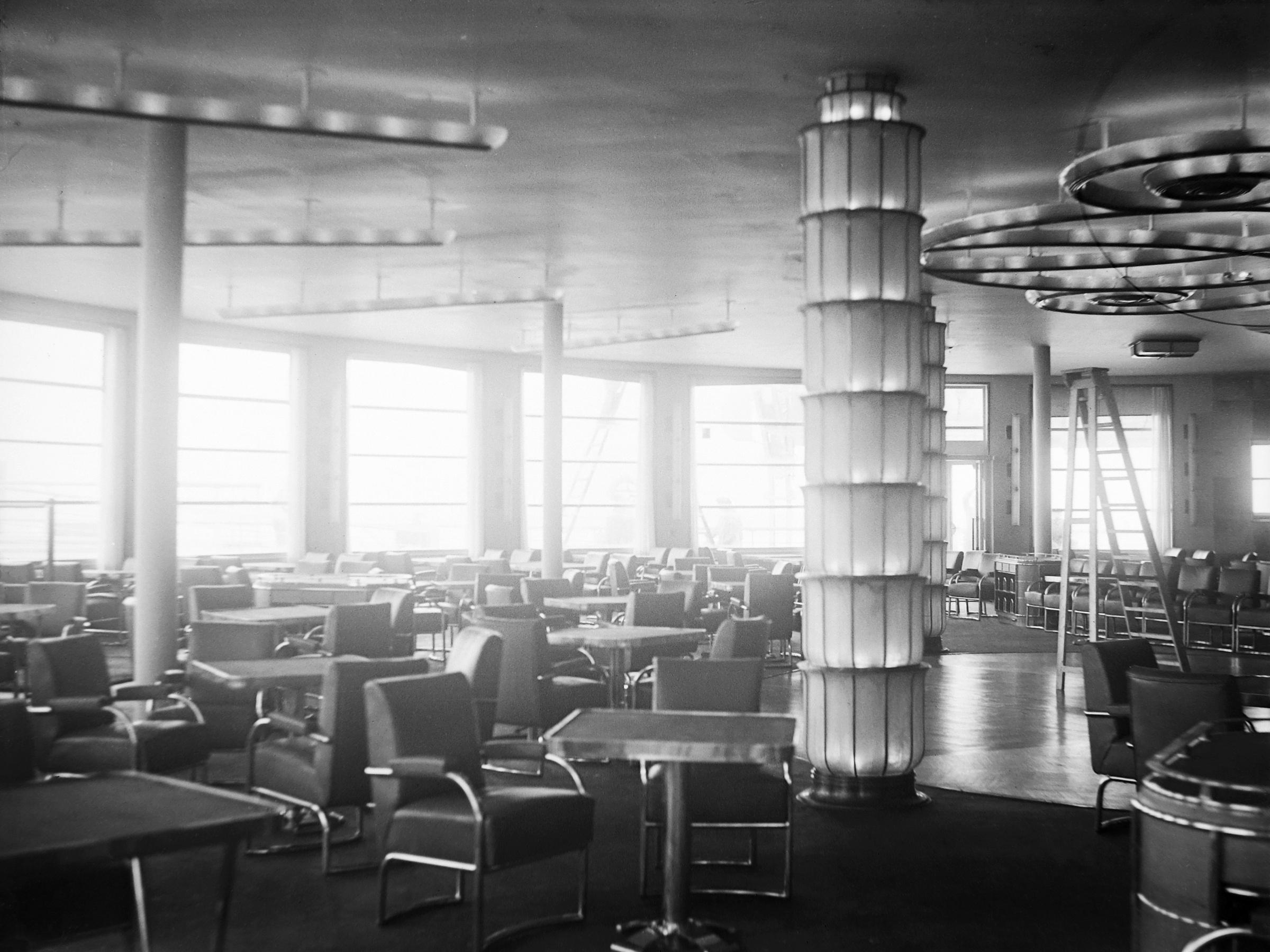
Cafetería de primera clase del Normandie

En la decoración interior abundaban las perspectivas magníficas, espectaculares entradas, o escaleras largas y anchas. Las suites de primera clase contaban con diseños únicos a cargo de selectos diseñadores. Los camarotes más lujosos eran los apartamentos Deauville y Trouville, que contaban con comedor, magníficos pianos, dormitorios múltiples, y cubiertas privadas.
El comedor de primera clase era el espacio más grande a bordo. Con 93 metros, era más largo que la Sala de los Espejos de Versalles, y contaba con 14 m de ancho, y 8,5 m de alto. Los pasajeros accedían a la sala a través de puertas altas de 6,1 metros adornadas con medallones de bronce decorados por el artista Raymond Subes. La sala podía acomodar a 700 personas en 157 mesas, con el Normandie sirviendo como la mejor promoción flotante para la cocina francesa más sofisticada del momento. Como no disponía de luz natural, era iluminado por 12 altos pilares de vidrio Lalique flanqueados por 38 columnas emparejadas a lo largo de las paredes. Dichas columnas, con candelabros que colgaban en cada extremo de la sala, le hicieron ganar al Normandie el apodo de "barco de las luces" (similar a París como la "ciudad de las luces").

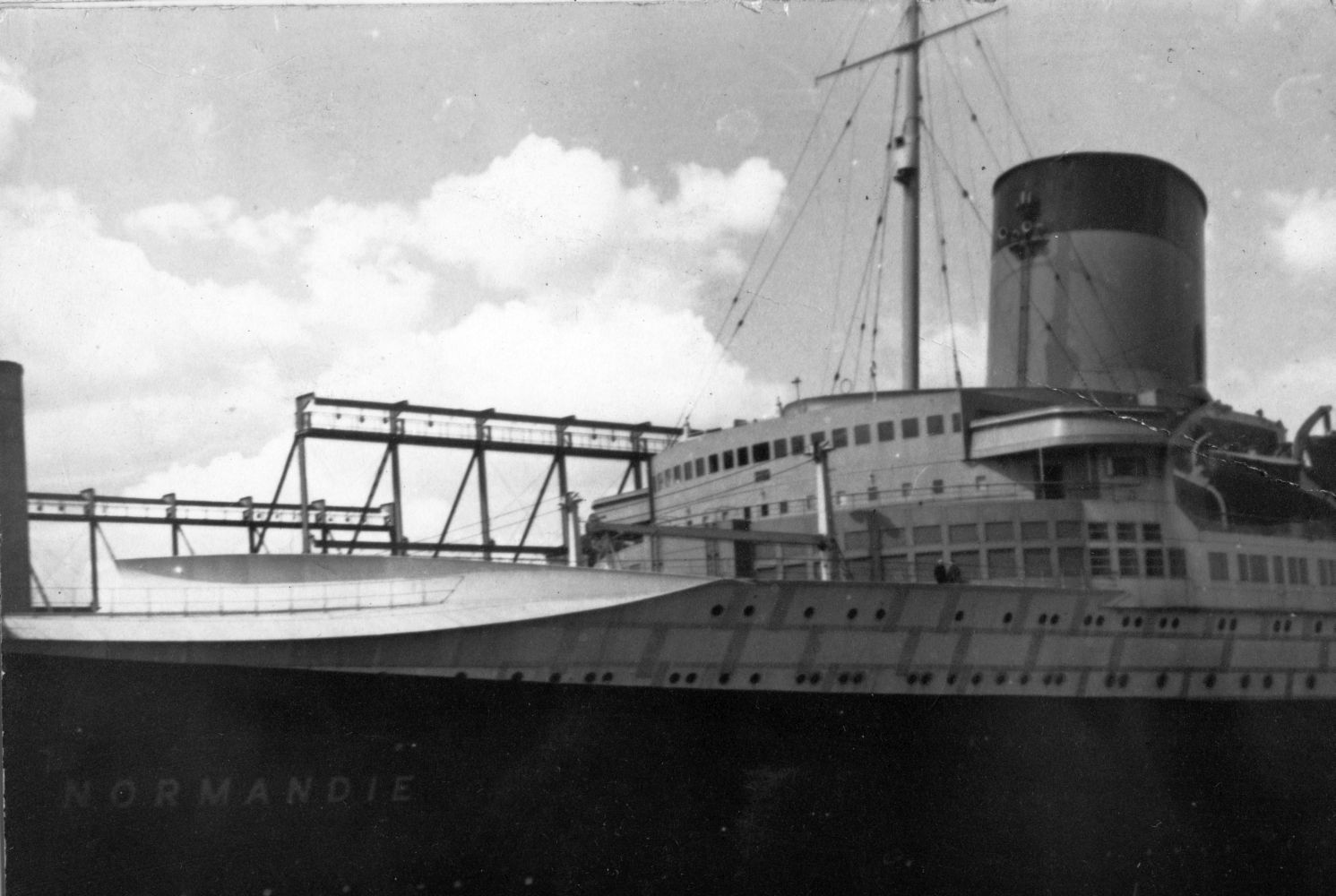
El puente y la estilizada proa del Normandie constituían un diseño revolucionario para la época

Una característica popular era la cafetería de primera clase, la cual podía ser transformada en un club nocturno. Contiguo a la cafetería se encontraba el salón de fumadores de primera clase, el cual disponía de grandes murales que describían la vida en el antiguo Egipto. El Normandie también disponía de piscinas interiores y exteriores, una capilla, y un teatro que podía servir como escenario y como cine.
La maquinaria de la cubierta superior y el castillo de proa estaba integrada dentro del barco, encubriéndola y despejando así casi toda la cubierta para disfrute de los pasajeros. Las unidades de aire acondicionado estaban encubiertas dentro de la tercera chimenea del barco, que era decorativa.

## Carrera
El viaje inaugural del Normandie tuvo lugar el 29 de mayo de 1935. 50 000 personas contemplaron su partida desde El Havre, en el comienzo de lo que se esperaba fuera una travesía de récord. El barco llegó a Nueva York tras 4 días, 3 horas y 14 minutos de viaje, obteniendo la preciada «Banda Azul» que anteriormente ostentaba el transatlántico italiano SS Rex. Esto se tradujo en un gran orgullo para los franceses, que no habían ganado dicha distinción hasta entonces. Bajo las órdenes del capitán René Pugnet, su velocidad media en el viaje inaugural fue de alrededor de 30 nudos (56 km/h), velocidad que alcanzó también en la travesía de vuelta a Francia, rompiendo de nuevo los registros previos.
Durante el viaje inaugural, la CGT rechazó pronosticar si su barco ganaría el premio. Aun así, para cuando el Normandie logró arribar a Nueva York, se entregaron a los pasajeros medallones con la conmemoración de la «Banda Azul» hechos en Francia, y el barco ondeaba un banderín azul de 30 pies (9,1 m) de largo. Una multitud estimada de 100 000 espectadores se encontraban en el puerto de Nueva York para presenciar la llegada del Normandie.

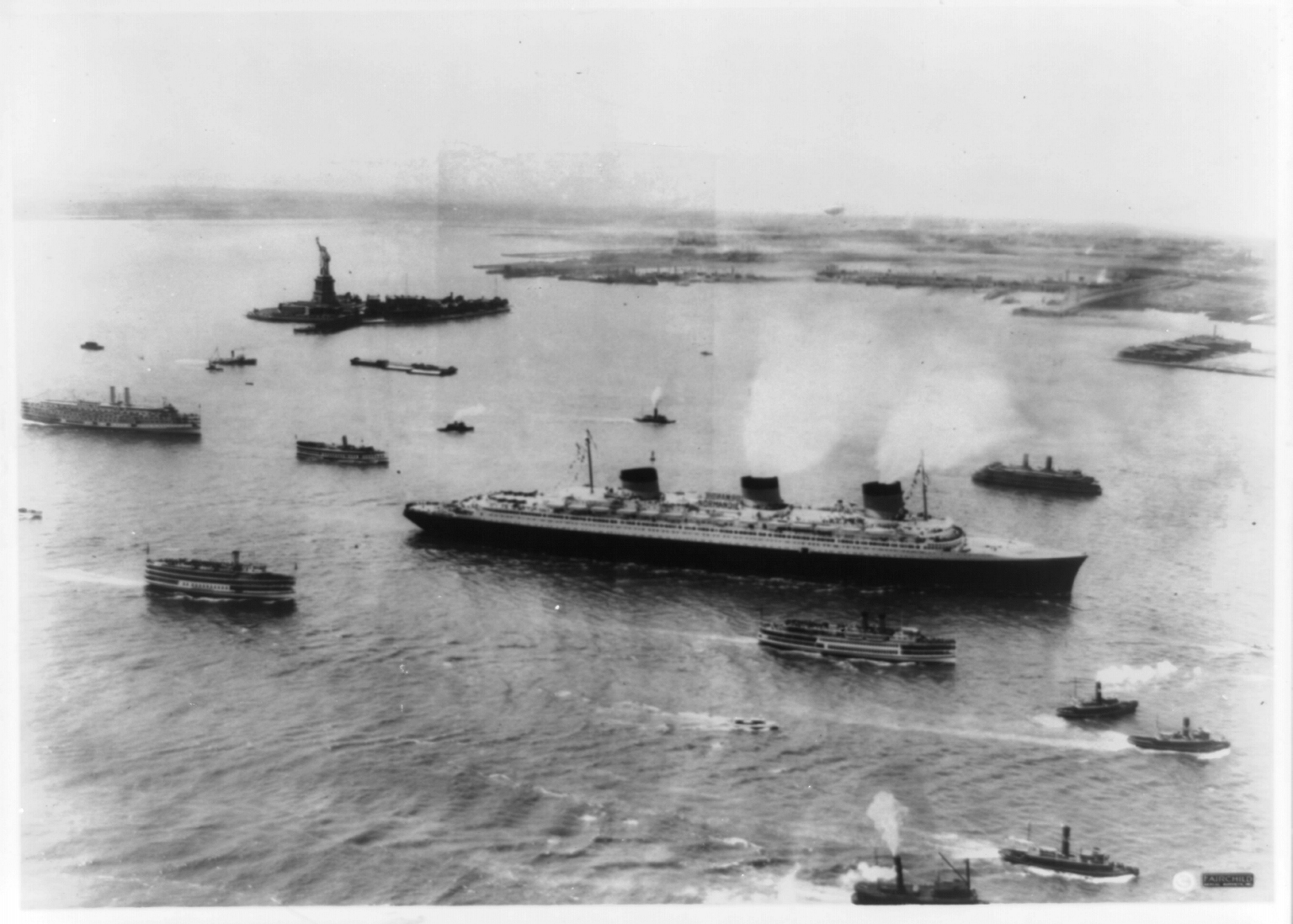
La llegada triunfal del Normandie al puerto de Nueva York en junio de 1935, durante su viaje inaugural

El Normandie tuvo un año exitoso, pero el RMS Queen Mary, el nuevo transatlántico de la Cunard White Star Line, entró en servicio en el verano de 1936, convirtiéndose en el barco de pasajeros más grande del mundo, con un tonelaje superior a las 80 000 toneladas.
Con 79 280 toneladas, el Normandie pasó a ser el segundo navío más grande del mundo. No obstante, la CGT pronto aumentó su tonelaje, principalmente con la adición de un salón cerrado de clase turista en la parte de popa de la cubierta de botes. Tras estas y otras modificaciones, el tonelaje del Normandie aumentó a 83 423 toneladas brutas, superando al Queen Mary por 2000 toneladas. Así, el Normandie pudo recuperar la distinción del buque de pasajeros más grande del mundo, en términos de tonelaje bruto y longitud.
El 22 de junio de 1936, un avión que se encontraba realizando prácticas de lanzamiento aéreo de torpedos, sobrevoló el Normandie a una milla (1609 m) de Ryde Pier y colisionó con una grúa que se encontraba transfiriendo un coche perteneciente a Arthur Evans, MP, a una barcaza de carga junto al barco. La aeronave se estrelló contra la proa del Normandie. El piloto fue salvado y sacado del barco mediante un transbordador, pero los restos de la aeronave permanecieron a bordo del Normandie ya que debía navegar debido a la marea. Fue llevado a El Havre. Un equipo de rescate de la Royal Air Force más tarde sacó los restos. El piloto fue llevado a corte marcial y se le encontró culpable de dos cargos. El coche arruinado de Evans fue declarado siniestro en el accidente, tras lo cual fue llevado al Parlamento.
En agosto de 1936, el Queen Mary consiguió la «Banda Azul», con una media de 30,14 nudos (55,82 km/h), dando comienzo a una rivalidad feroz entre ambos navíos. El Normandie pudo mantener el récord de longitud hasta la llegada del barco gemelo del Queen Mary, el RMS Queen Elizabeth (83 673 toneladas brutas) en 1940.

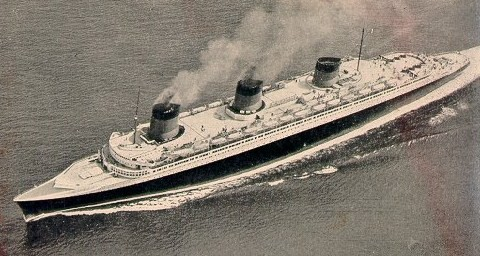
El Normandie navegando en alta mar, con su característica proa estilizada

Durante su restauración, el Normandie fue también modificado para reducir su vibración. Sus hélices de tres palas fueron reemplazadas por hélices de cuatro palas, y se realizaron modificaciones estructurales en su sección inferior de popa. Estas modificaciones redujeron efectivamente las vibraciones a alta velocidad. En julio de 1937, el Normandie recuperó la «Banda Azul», pero el Queen Mary la consiguió de nuevo al año siguiente. Después de esto el capitán del Normandie envió un mensaje que decía: «Bravo al Queen Mary. ¡Hasta la próxima!» Esta rivalidad podría haber continuado durante la década de 1940, pero llegó a su final prematuramente por el comienzo de la Segunda Guerra Mundial.
Durante su carrera, el Normandie llevó a bordo a destacados pasajeros, incluyendo por ejemplo los autores Colette y Ernest Hemingway; la mujer del presidente francés Albert Lebrun; los compositores Noël Coward e Irving Berlin; y celebridades de Hollywood como Fred Astaire, Marlene Dietrich, Walt Disney, Douglas Fairbanks, Jr., y James Stewart. También llevó a la familia de cantantes von Trapp de Nueva York a Southampton en 1938, y desde Southampton, la familia llegó a Escandinavia para una gira antes de regresar de nuevo a América.
Aunque el Normandie raramente zarpó ocupado por encima del 60% de su capacidad, sus finanzas eran tales que no requería subsidios del gobierno cada año. Aunque nunca recuperó los préstamos que hicieron posible su construcción, cubría sus gastos operativos casi por completo. La CGT consideró planes para construir una nave gemela, el SS Bretagne, el cual sería de mayores dimensiones. Se plantearon dos diseños para este barco, uno conservador y otro radical. El conservador consistía básicamente en un diseño basado en el del Normandie, salvo que con solo dos chimeneas, posiblemente un poco más grandes también. El diseño radical provenía del diseñador principal del Normandie, Vladimir Yourkevitch, y consistía en un transatlántico de líneas marcadamente más modernas, con dos chimeneas colocadas una al lado de la otra en la parte posterior del puente de mando. El diseño más conservador se impuso, pero el estallido de la Segunda Guerra Mundial impidió la construcción del nuevo barco.

## Popularidad
A pesar de que el Normandie supuso un éxito de crítica por su diseño y decoración, finalmente demostró ser un barco impopular entre los viajeros de la ruta del Atlántico Norte. Dos de los mejores atributos del barco, en realidad, resultaron ser dos de sus mayores aspectos negativos.

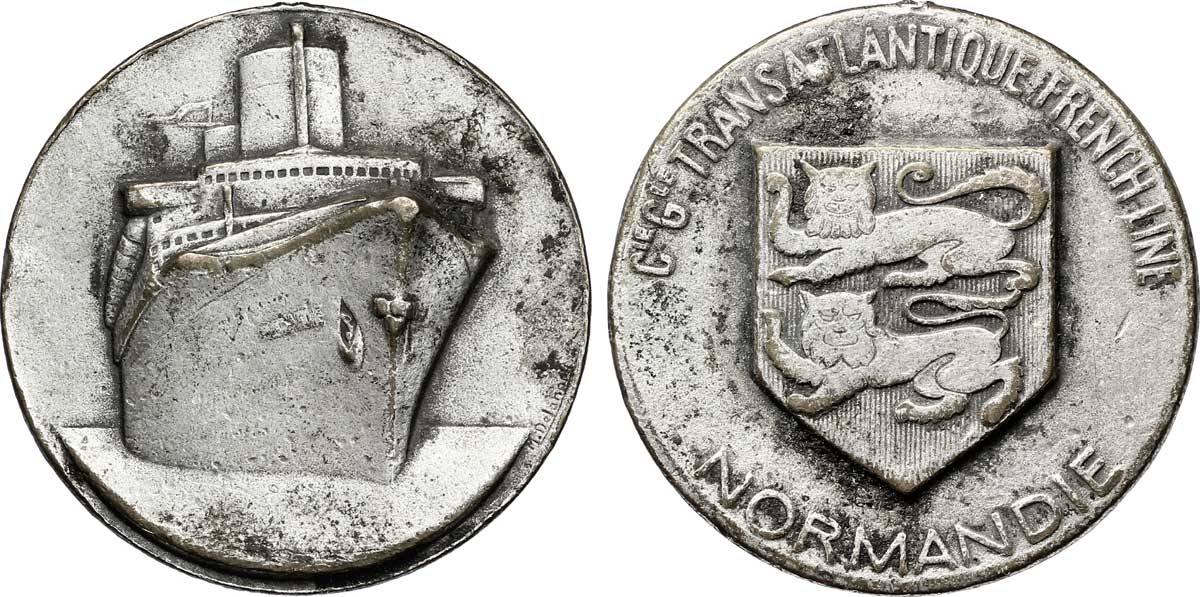
Medallón conmemorativo del Normandie

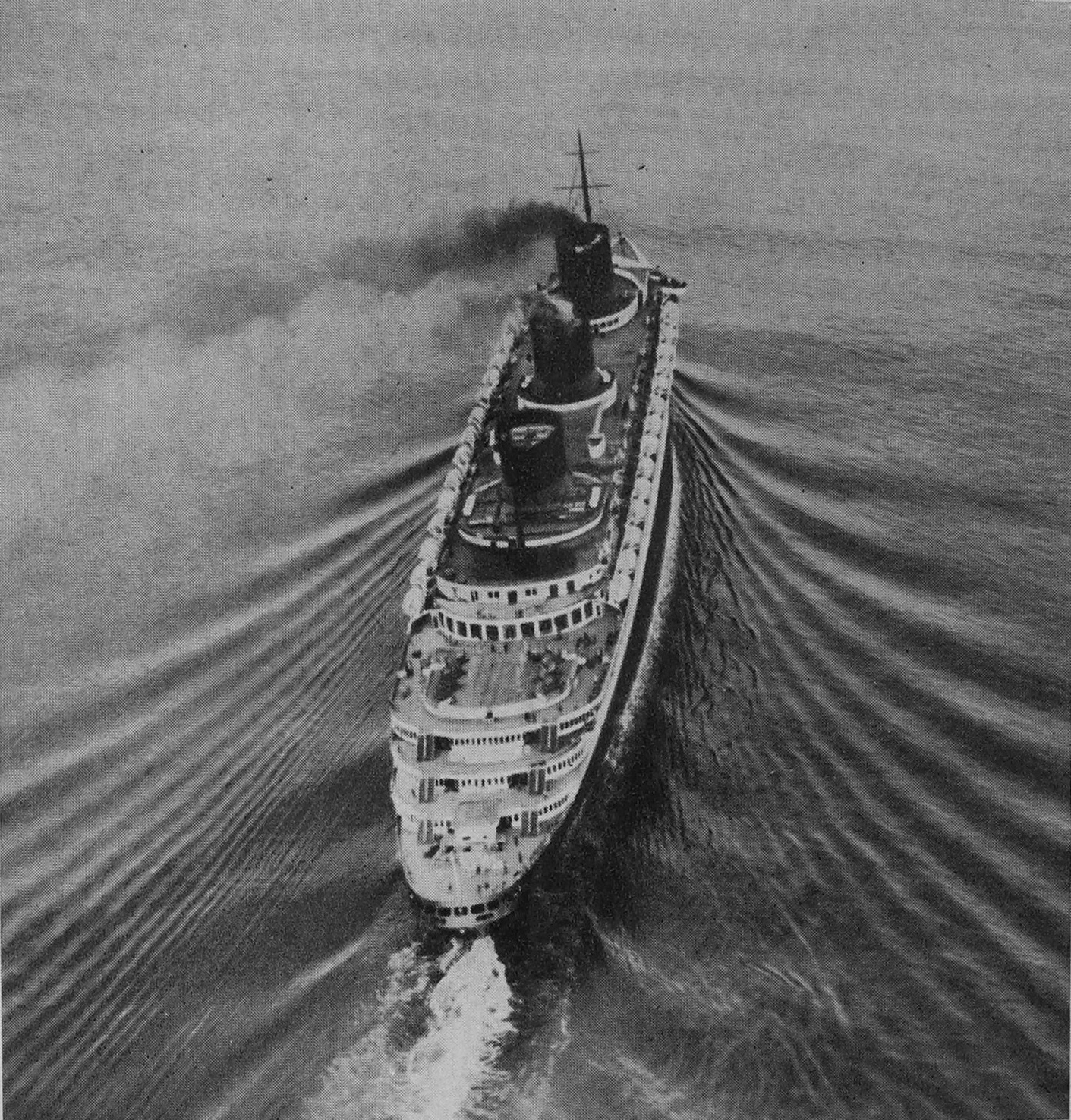
Vista aérea del buque

Parte de los problemas del barco se encontraban en el hecho de que se percibía como un navío elitista y discriminativo, dado que la mayoría de su espacio dedicado a los pasajeros correspondía únicamente a primera clase, la cual podía albergar hasta 848 personas. Menos espacio y menor consideración se daban a la clase cabina y la clase turista, las cuales albergaban sólo 670 y 454 pasajeros respectivamente. Como resultado, el consenso entre los pasajeros era que se trataba principalmente de un barco para la clase alta. En contraste, en el Queen Mary se había puesto el mismo énfasis en la decoración, espacio, y alojamiento de la clase cabina y clase turista como en primera clase. Por ello, el Queen Mary acomodó un mayor número de turistas norteamericanos, que se habían convertido en un grupo numeroso en los años veinte y treinta. Muchos de estos pasajeros no podían permitirse un billete de primera clase, pero querían viajar con al menos una buena parte de la comodidad y confort de aquellos. Así, la clase cabina y la clase turista se convirtieron en una importante fuente de ingresos para las compañías navieras en aquel tiempo. El Queen Mary se adaptaba a este requisito y por ello tuvo una gran popularidad entre los viajeros del Atlántico a finales de los años treinta.
Otro de los grandes atributos del buque francés también resultó ser uno de sus mayores defectos: su decoración interior, que fue objeto de críticas del pasaje debido a lo agresivo e intimidante que resultaba el estilo art déco moderno y vanguardista aplicado. También en este aspecto el Queen Mary triunfó sobre su rival francés. A pesar de que también estaba decorado en estilo art déco, el Queen Mary no fue tan radical como el Normandie, y finalmente demostró ser más popular entre los viajeros.

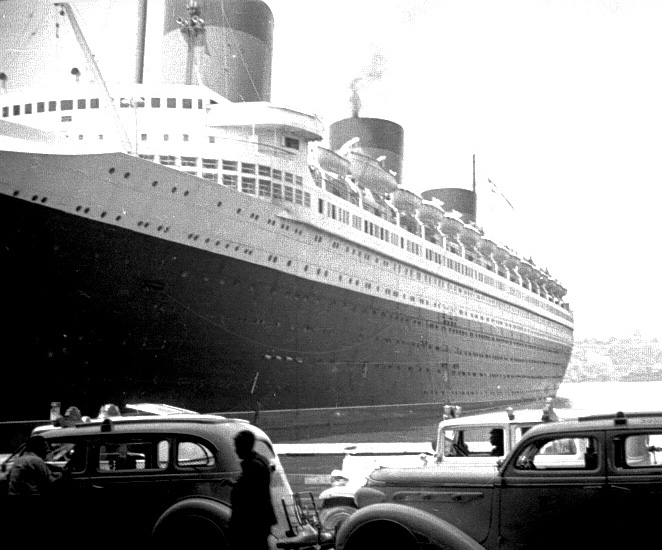
El Normandie en el puerto de Nueva York

Como resultado, en muchas de sus travesías el Normandie estaba ocupado con menos de la mitad de su capacidad de pasajeros. Sus rivales alemanes (el SS Bremen y el SS Europa) e italianos (el SS Rex y el SS Conte di Savoia) también adolecieron este problema; a pesar de sus diseños innovadores y lujosos interiores, nunca llegaron a alcanzar beneficios para sus respectivas compañías, confiando en grandes subsidios de sus gobiernos. En contraste, los barcos de la naviera inglesa Cunard White Star, como los dos buques reales Queens, el MV Britannic, el MV Georgic, el RMS Mauretania, así como el mucho más antiguo RMS Aquitania, junto con el  Nieuw Amsterdam de la Holland America Line, se encontraban entre los pocos transatlánticos de la ruta entre Europa y América en lograr beneficios, transportando el grueso de pasajeros en los años que precedieron a la Segunda Guerra Mundial.

## Segunda Guerra Mundial
El comienzo de la guerra sorprendió al Normandie en Nueva York, donde el 30 de agosto de 1939 se encontraba amarrado en el muelle 88. La amenaza de las hostilidades en Europa habían obligado al Normandie a buscar refugio allí. El gobierno estadounidense internó el barco el 3 de septiembre de 1939, dos días después de que Alemania invadiera Polonia. Pronto el Queen Mary atracaría también allí, y más tarde sería reacondicionado como buque de transporte de tropas. Entonces el Queen Elizabeth se unió al Queen Mary. Durante dos semanas, los tres de transatlánticos más grandes del mundo permanecieron juntos. El Normandie quedó en manos francesas, con miembros franceses de la tripulación a bordo, dirigidos por el capitán Hervé Lehuédé, hasta la primavera de 1940.
El 15 de mayo de 1940, durante la batalla de Francia, el Departamento del Tesoro de los Estados Unidos instruyó a aproximadamente 150 guardacostas para entrar a bordo del barco y el muelle 88 para defenderlo contra cualquier sabotaje posible. Cuando la Guardia Costera de Estados Unidos (USCG) se convirtió en una parte de la Marina el 1 de noviembre de 1941, la tripulación de la USGC a bordo del Normandie permaneció sin cambios, principalmente observando mientras la tripulación francesa mantenía las calderas del barco, la maquinaria, y el resto del equipamiento, incluyendo el sistema antiincendios. El 12 de diciembre de 1941, cinco días después del ataque a Pearl Harbor, los guardacostas relevaron al capitán Hervé Lehuédé y su tripulación y tomaron posesión del Normandie bajo el derecho de requisamiento, manteniendo vapor en las calderas y otras actividades en el ocioso barco. No obstante, el sofisticado sistema antiincendios —que aseguraba que cualquier fuego fuera apagado antes de que se convirtiera en un peligro— fue desmantelado y abandonado.

### Conversión a USS Lafayette

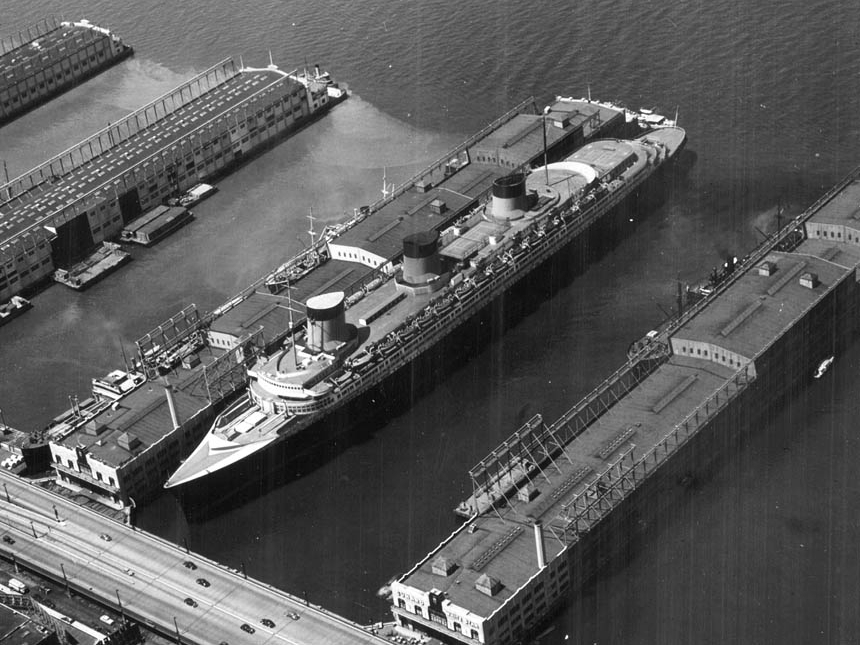
El Normandie amarrado en el puerto de Nueva York en el muelle 88, el lugar donde se intentaría convertirlo en un buque de guerra

El 20 de diciembre de 1941, la Junta de Barcos Auxiliares registró oficialmente la aprobación del presidente Franklin D. Roosevelt para la transferencia del Normandie a la Marina de Estados Unidos. Los planes consistían su reconversión en buque de transporte de tropas. La marina lo rebautizó como USS Lafayette, en honor del marqués de La Fayette, el general francés que luchó en la Revolución americana, y de la alianza con Francia que hizo posible la independencia. El nombre La Fayette —más tarde contraído a Lafayette— fue oficialmente aprobado por el Secretario de la Marina el 31 de diciembre de 1941, siendo clasificado como barco de transporte AP-53.
Las primeras propuestas para dicha reconversión incluían convertirlo en un buque portaaviones, pero esto fue finalmente descartado a favor de su uso como barco de transporte de tropas de forma inmediata. El barco quedó atracado en el muelle n.º 88 de Manhattan para su conversión y para ello se otorgó un contrato a la empresa Robins Dry Dock and Repair Co., una filial de Todd Shipyards, el 27 de diciembre de 1941. En aquella fecha, el capitán Clayton M. Simmers, oficial del 3.º Distrito Naval, hizo llegar al departamento naval (BuShips) su estimación de que los trabajos de conversión podría ser completado para el 31 de enero de 1942, y los planes de trabajo procedieron bajo esa premisa.
En dicha fecha, el capitán Robert G. Coman se presentó como el potencial capitán del Lafayette, supervisando a un pequeño ejército de ingenieros —unos 458 hombres— encargados de la conversión del buque. La complicada naturaleza y las enormes dimensiones del esfuerzo de conversión impidieron al equipo de Coman cumplir los planes originales; la familiarización de la tripulación con el barco era un asunto notable, y nuevos miembros de la tripulación se incorporaron para asistir en el esfuerzo. El 6 de febrero de 1942, se registró una petición para la obtención de un retraso de dos semanas antes de la primera navegación del Lafayette, originalmente planificada para el 14 febrero, que fue entregada al Jefe de Ayudante de Operaciones Navales. Aquel día, se concedió una extensión de los trabajos de conversión debido a un cambio en los planes del diseño: se retirarían elementos de la superestructura para mejorar la estabilidad del barco, y los trabajos podrían tomar otros 60 a 90 días. Aun así, el 7 de febrero, se cursaron órdenes de Washington que daban marcha atrás a la reducción de las cubiertas superiores del Lafayette y debía navegar el 14 de febrero como estaba previsto, para atracar en el puerto de Boston. Esta repentina contraorden requería una reanudación frenética de los trabajos de conversión, y Coman y Simmers planificaron para el 9 de febrero reuniones en Nueva York y Washington para presionar y obtener una aclaración acerca de los planes de conversión; finalmente, estas reuniones nunca tendrían lugar.

### Incendio

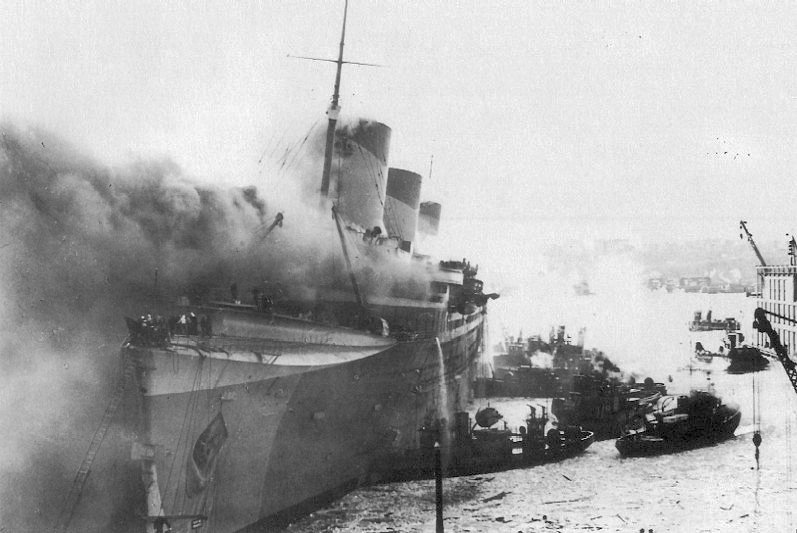
El USS Lafayette en llamas en el puerto de Nueva York (9 de febrero de 1942)

A las 14:30 h del 9 de febrero de 1942, encontrándose atracado en el muelle 88, un obrero despreocupado que estaba soldando con llama alimentada con gas acetileno, accidentalmente alcanzó una pila de chalecos salvavidas rellenos de material inflamable, provocando un incendio que se extendió por todo el barco. Los artesonados decorativos de madera no habían sido sacados todavía, y el fuego se extendió con gran rapidez. El barco disponía de un sistema de protección contra incendios muy eficaz, pero había sido desconectado durante la conversión, así como su sistema de bombeo interno. Las mangueras del departamento de bomberos de la ciudad de Nueva York no eran compatibles con las tomas de agua del barco francés. Antes de que llegara el equipo de bomberos, aproximadamente 15 minutos después de que el fuego comenzara, toda la tripulación a bordo estaba utilizando medios manuales en un vano intento por parar el avance de las llamas. Un fuerte viento de componente noroeste que soplaba sobre el Lafayette barría las cubiertas de babor del barco y extendió las llamas hacia delante, lo que acabó afectando a las tres cubiertas superiores del barco a la hora del inicio del fuego. El capitán Coman, junto con el capitán Simmers, llegaron aproximadamente a las 15:25 h para ver el enorme barco bajo su mando en llamas.
El Lafayette comenzó a inundarse por el agua vertida por los bomberos para sofocar el fuego, y el barco comenzó a escorarse peligrosamente hacia babor debido al agua bombeada hacia el interior. El diseñador del barco, Vladimir Yourkevitch, llegó a la escena del desastre para intentar dar apoyo técnico y ofrecer su experiencia al equipo de bomberos. Sugirió acceder al barco y abrir las válvulas inferiores. Esto inundaría las cubiertas más bajas y permitiría al barco asentarse sobre el fondo del muelle. Con el barco estabilizado, el agua podría ser bombeada hacia el interior, a las áreas en llamas, sin riesgo de que pudiera zozobrar. La sugerencia técnica fue rehusada por el comandante del 3.º Distrito Naval, el contralmirante Adolphus Andrews, y Yourkevitch fue apartado a la fuerza del lugar por la policía.
Entre las 17:45 h y las 18:00 h del 9 de febrero de 1942, las autoridades consideraron el fuego bajo control, y se empezaron a desescalar las operaciones, hasta las 20:00 h. El agua que se había introducido en el barco a través de las aperturas sumergidas, fluyendo hacia las cubiertas más bajas, impidió los esfuerzos para contrarrestar la inundación, y el Lafayette desarrolló una escora cada vez más severa hacia babor. Poco después de la medianoche, el contralmirante Andrews ordenó abandonar el Lafayette, y el barco continuó inclinándose, un proceso acuciado por las 6000 toneladas de agua ya en su interior. Los oficiales de bomberos de Nueva York estaban preocupados porque el fuego podía extenderse a los edificios más cercanos. El Lafayette finalmente terminó de zozobrar y volcó sobre su costado durante la guardia de medianoche (02:45 a. m.) del 10 de febrero, casi aplastando en su caída una barca de bomberos, y vino a reposar sobre su lado de babor con un ángulo de aproximadamente 80 grados. Reconociendo que su incompetencia había causado el desastre, el contralmirante Andrews ordenó que la prensa pudiera presenciar los momentos finales de la zozobra del barco para tratar de rebajar así el impacto de la noticia.

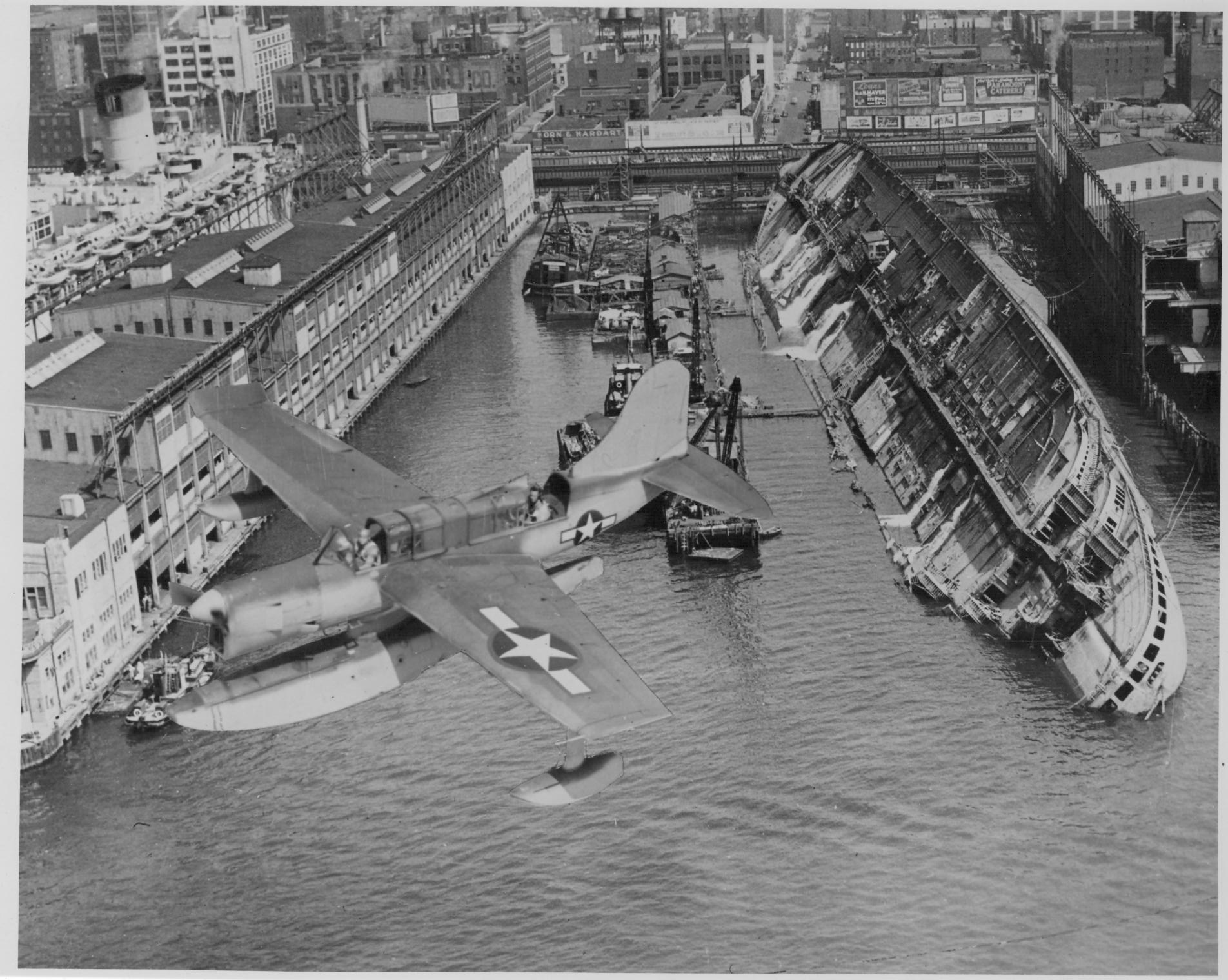
El Lafayette semidesmantelado en 1943 (en primer plano un Curtiss SO3C Seamew de la USAF)

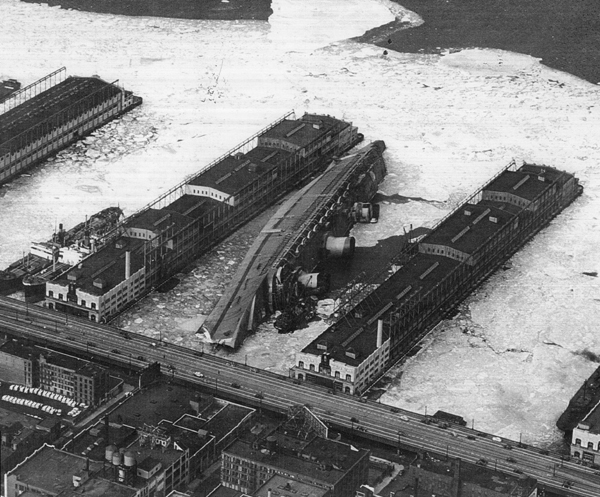
El Lafayette yace sobre su costado rodeado de hielo en el muelle de Nueva York, en el invierno de 1942

Un hombre murió durante el combate del incendio, y unos 94 marineros de USCG y USN, incluyendo alguno de la tripulación encargada del Lafayette y los hombres asignados al barco Seattle, 38 bomberos y 153 civiles tuvieron que ser tratados por diversos daños, quemaduras, inhalación de humo y exposición al mismo.
Los restos del calcinado Lafayette tras el incendio pueden ser vistos brevemente en la película de 1942 Saboteur. Alfred Hitchcock, el director, más tarde dijo que "la Marina se quejó fuertemente" por la implicación de que su seguridad hubiera sido tan pobre.

### Investigación y rescate

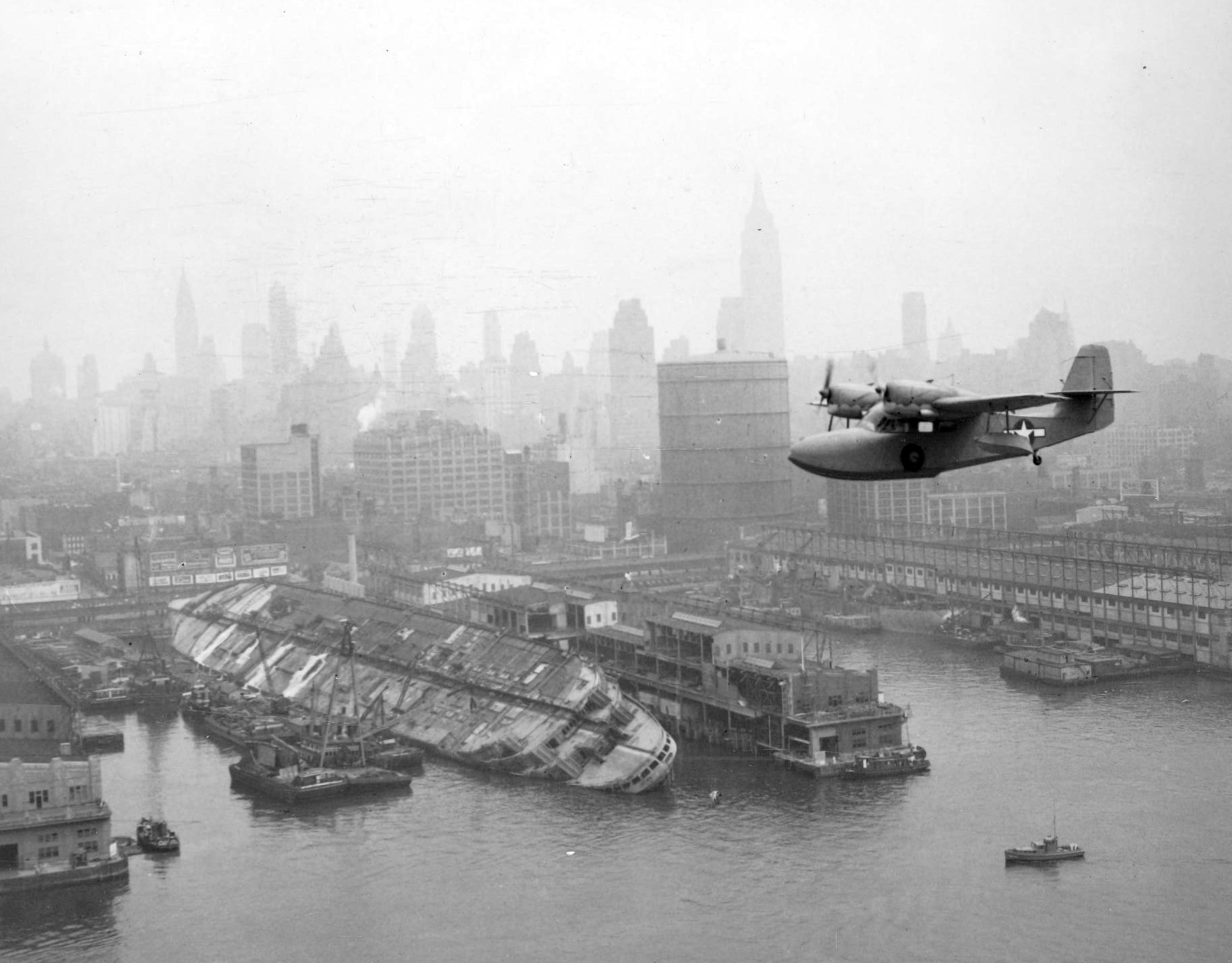
Un Grumman Widgeon de los Guardacostas de EE. UU. sobrevuela los restos del casco del Lafayette en Nueva York (1943)

Tras la tragedia, se sospechó ampliamente que podía haber sido causada por el sabotaje enemigo, pero una investigación del Congreso tras el incendio, presidida por el congresista Patrick Henry Drewry (Virginia), concluyó que el origen del fuego fue completamente accidental y por negligencia. La investigación encontró evidencias de descuidos, vulneraciones de las normas establecidas, carencia de coordinación entre los varios agentes involucrados a bordo, negligencia en el apresurado y mal planeado proceso de conversión e incompetencia en la sofocación del siniestro.
Miembros de la mafia han afirmado a posteriori que ellos sabotearon el barco. El supuesto crimen habría sido organizado por el gаngster Anthony Anastasio, quien tenía poder en el sindicato local de estibadores, con el propósito de proporcionar un pretexto para la liberación de prisión del jefe mafioso Charles "Lucky" Luciano. Sin embargo, la evidencia acerca de este supuesto complot proviene únicamente de Meyer Lansky y el propio Luciano.
El barco fue desprovisto de la prácticamente totalidad de la superestructura, se selló cada uno de los ojos de buey con soldaduras, se instalaron mamparos estancos dentro de su casco, y se bombeó paulatinamente el agua de su interior. Fue finalmente con un complicado sistema de grúas fue enderezado en 1943, culminando el 7 de agosto una de las operaciones de ingeniería más caras del siglo XX para reflotarlo. Se reclasificó como un transbordador de transporte de aeronaves con el nuevo número de casco APV-4, el 15 de septiembre de 1943 y fue remolcado hasta dique seco el mes siguiente. Sin embargo, los graves daños en el casco, así como el deterioro de su costosa maquinaria, y la necesidad de emplear mano de obra en necesidades más críticas durante la guerra impidieron la reanudación del programa de reconversión, determinando que el coste de restauración era demasiado elevado, y su casco quedó bajo custodia de la Marina hasta el cese de hostilidades con el Eje.
Terminada ya la Segunda Guerra Mundial, el elevado coste de recuperación —así como el estado deplorable del casco y la maquinaria— hipotecó de nuevo los esfuerzos para darle una nueva vida. El presidente Roosevelt solicitó la opinión del afamado arquitecto naval William Francis Gibbs para determinar su recuperación como buque de pasajeros; Gibbs realizó los cálculos del proyecto; pero los altos costos implicados resultantes lo sentenciaron y el gran casco flotante fue dado de baja del registro naval el 11 de octubre de 1945. 
Después de que ni la Marina de Estados Unidos ni la naviera francesa ofrecieran un plan de rescate, el diseñador original del barco, Yourkevitch, propuso cortar el casco y restaurarlo como un navío de menor tamaño. Este plan tampoco logró encontrar apoyos, y fue finalmente descartado. El presidente Harry Truman autorizó su desguace en una orden ejecutiva del 8 de septiembre de 1946, y fue vendido para chatarra el 3 de octubre de 1946 a Lipsett Inc., una compañía norteamericana basada en la ciudad de Nueva York, por un monto de 161 680 dólares.
Su desguace comenzó en octubre de 1946 en Port Newark (Nueva Jersey), proceso que terminó convirtiéndolo totalmente en chatarra para el 31 de diciembre de 1948.

## Influencia y legado
El diseñador Marin-Marie, responsable del diseño de las chimeneas y el exterior del Normandie proporcionó al buque una línea innovadora, una silueta que influiría en el diseño de otros transatlánticos, incluyendo el RMS Queen Mary 2. El ambiente de transatlánticos clásicos como el Normandie (y su principal rival, el Queen Mary) fue la fuente de la inspiración para la línea de cruceros Disney Cruise Line, el Disney Magic, Disney Wonder, Disney Dream, y Disney Phantasy.

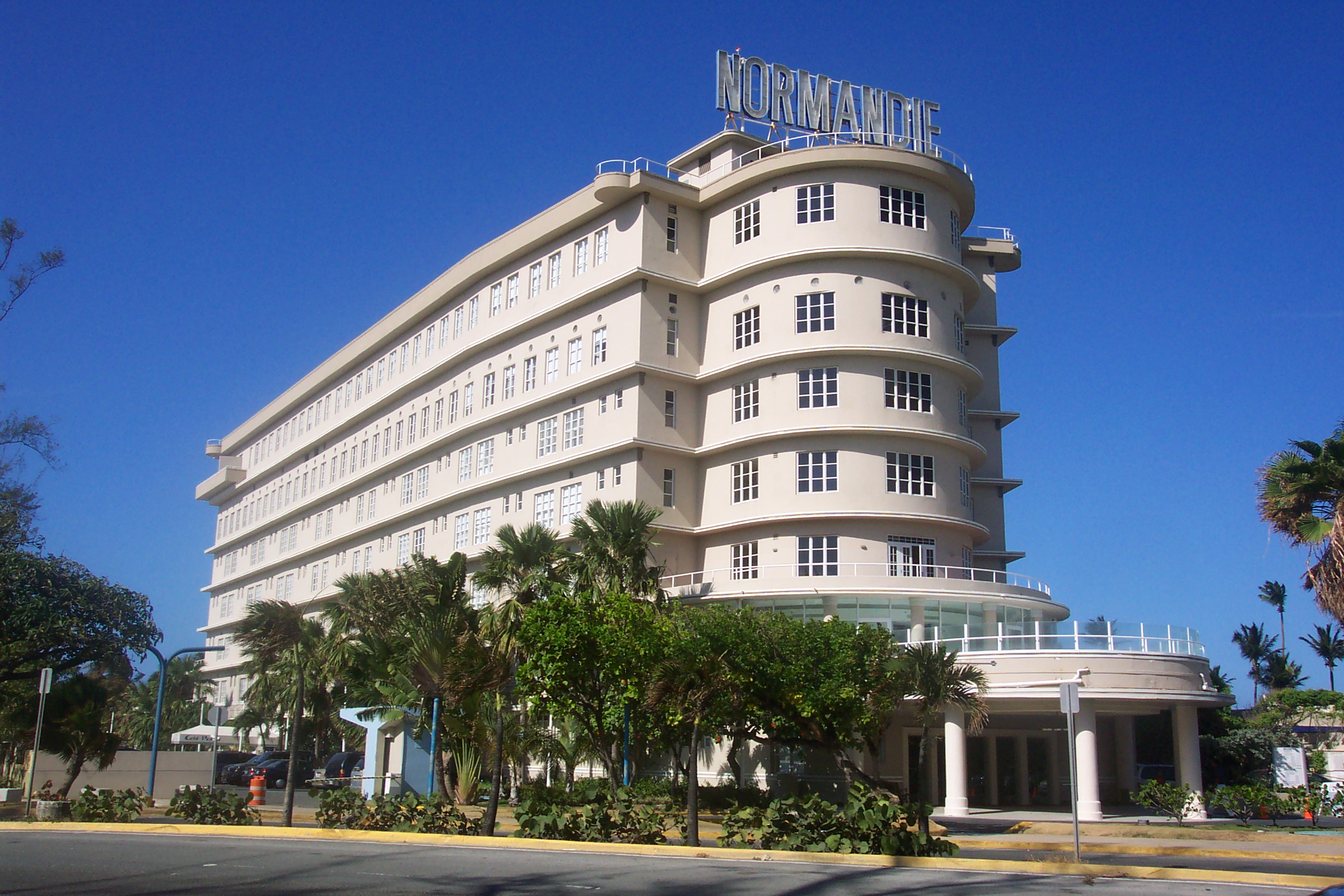
El Hotel Normandie en San Juan (Puerto Rico)

El Normandie también inspiró la arquitectura y diseño del Hotel Normandie en San Juan de Puerto Rico. El cartel situado en la cubierta del hotel es uno de los dos carteles que adornaban la cubierta superior del Normandie, pero que fueron retirados de dicha cubierta en una reforma temprana. También inspiró el apodo dado a los apartamentos situados en el edificio Wukang en Shanghái, conocidos como Normandie Apartments, uno de los edificios residenciales más de moda durante el apogeo pre-revolucionario de la ciudad, hogar de varias estrellas de la industria cinematográfica de China en el siglo XX.
Los elementos interiores del Normandie fueron vendidos en una serie de subastas tras su desguace, y muchas piezas están consideradas actualmente valiosos ejemplos de art déco. Entre ellos son remarcables varios accesorios y diez medallones murales situados originalmente en las puertas del salón comedor, y algunos de los paneles de vidrio realizados por el artista Jean Dupas, que formaban los grandes murales en las cuatro esquinas del salón principal. Un rincón entero está preservado en el Museo Metropolitano de Arte en Nueva York. Los medallones de las puertas del salón comedor son ahora parte de la Maronite Cathedral en Brooklyn, Nueva York.

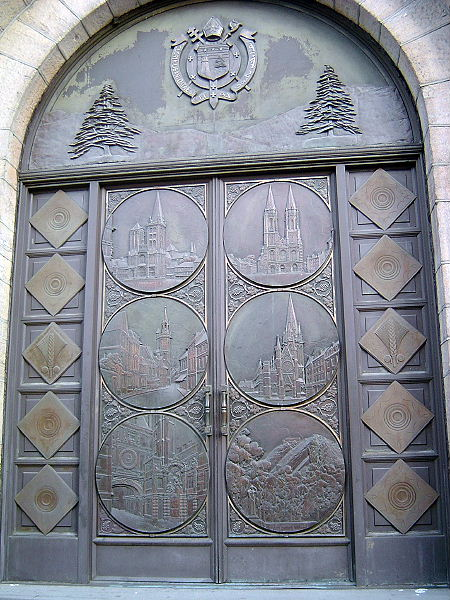
Medallones de las puertas de bronce del salón comedor.

También han sobrevivido algunos ejemplos de las 24 000 piezas de cristal, y algunas de las antorchas de Lalique que adornaban el salón comedor. También existen todavía algunas piezas de la vajilla de plata, sillas, y diversas bases de mesa de bronce con retoques dorados. El mobiliario de diseño de las suites y de algunas cabinas sobreviven todavía, así como también estatuas y obras de arte originales que decoraron el barco, o fueron construidas para su uso por la CGT a bordo del Normandie.
La escultura de bronce de ocho pies de alto y 1000 libras de peso con la figura de una mujer, bautizada "La Normandie", la cual se encontraba al frente de la magnífica escalera que comunicaba el salón de fumadores de primera clase con la cafetería, fue encontrada en un desguace de Nueva Jersey, en Estados Unidos, en 1954 y fue adquirida para el entonces nuevo hotel Fontainebleau Miami Beach en la playa de Miami, Florida. Primero fue exhibida en el parterre exterior de los jardines, cerca de la piscina, y más tarde fue trasladada al interior del balneario Fontainebleau Hilton. En 2001, el hotel vendió la estatua a Celebrity Cruises, que la colocó a bordo de su nuevo barco Celebrity Summit.
La estatua "La Paix", que se encontraba en el salón comedor de primera clase, ahora se encuentra en el Pinelawn Memorial Park, un cementerio en Nueva York. El silbato del barco, tras el desguace, fue enviado a la fábrica de acero Bethlehem, en Bethlehem, Pensilvania, donde anunciaba los cambios de turno. Después fue trasladado y hasta 2010, se encontraba en el South Street Seaport Museum de Nueva York, donde en junio de aquel año se conmemoró el 75 aniversario del viaje inaugural del Normandie.
Algunas piezas del Normandie ocasionalmente aparecen en la serie de televisión de la BBC Antiques Roadshow y también en el correspondiente programa norteamericano. Un salón público y un paseo fueron creados con algunos de los tableros y mobiliario del Normandie en el hotel Hilton Chicago. El salón comedor "Normandie" en el barco de Carnival Cruise Lines, Carnival Pride, está también inspirado en este transatlántico francés, gracias al diseñador Joseph Farcus.